# 15037 Chassagne
15037 Chassagne eller 1998 WN6 är en asteroid i huvudbältet som upptäcktes den 22 november 1998 av Village-Neuf-observatoriet i Village-Neuf, Frankrike. Den är uppkallad efter den franske astronomen Robin Chassagne.
Asteroiden har en diameter på ungefär 8 kilometer och den tillhör asteroidgruppen Eos.